# Neue Regensburger Hütte
Die Neue Regensburger Hütte ist eine Schutzhütte der Sektion Regensburg des Deutschen Alpenvereins (DAV). Mit 65 Zimmer- und 36 Matratzenlagern inklusive Winterlager ist sie eine Alpenvereinshütte mittlerer Größe in den Stubaier Alpen und steht am Falbesoner Bach auf einer Steilstufe oberhalb der Falbesoner Ochsenalm. Hinter der Hütte schließt sich das sogenannte Hohe Moos an.

## Geschichte
Die Neue Regensburger Hütte wurde durch die Sektion Regensburg des Deutschen und Österreichischen Alpenvereins in den Jahren 1930/1931 als Ersatz für die in der Folge des Ersten Weltkriegs verloren gegangene Regensburger Hütte in der Geislergruppe der Dolomiten erbaut. Die Eröffnung erfolgte am 16. August 1931. Nach dem Zweiten Weltkrieg fiel die Hütte 1945 an den Österreichischen Alpenverein. 1956 wurde die Hütte an die Sektion Regensburg zurückgegeben, die 1947 als Alpenclub Regensburg neu gegründet und 1952 wieder zur Sektion Regensburg des DAV wurde.
Es folgten verschiedene Modernisierungen, darunter die Versorgung mit fließendem Wasser, ein Ausbau der Toiletten und eine erste Erweiterung des Gebäudes. Seit 1961 sichert eine Materialseilbahn, die von Falbeson aus zur Hütte führt, die Versorgung. Im Jahr 1967 wurde die Hütte ein zweites Mal – diesmal erheblich – erweitert. Unter anderem sorgt ein Wasserkraftwerk seitdem für die nötige Energie. 2013 wurde die Hütte, in der sich Stuben aus der Erbauungszeit im Originalzustand erhalten haben, unter  gestellt.
In den Jahren 2018 und 2019 erhielt die Hütte einen hölzernen Anbau, der von Rainer Köberl entworfen wurde. Der schlanke Holzbau ist mit dem Haupthaus verbunden und beherbergt insgesamt 48 Schlafplätze in Zwei- und Vierbettzimmern. Insgesamt ist die Zahl der Schlafplätze mit 101 gleich geblieben. An die Stelle der alten Bauhütte aus den 1930er-Jahren rückte die Bergstation der Materialseilbahn, die aufgerüstet wurde und nun eingeschränkten Personenverkehr erlaubt. Im Jahr 2020 wurden das Kleinwasserkraftwerk ertüchtigt und die Trinkwasserversorgung modernisiert. Ab der Saison 2023 bietet der Pächter als erste Berghütte in Tirol nur noch vegetarische Gerichte an.

## Touren

### Aufstieg
- Ab Falbeson (Hüttenparkplatz am Waldcafé) in 2½ bis 3 Stunden über die Falbesoner Ochsenalm.

### Übergänge
- Zur Franz-Senn-Hütte
  - über das Schrimmennieder (Teil des Stubaier Höhenwegs) in vier Stunden oder
  - über die Hochmoosscharte (Gletscher) in vier Stunden.
- Zur Dresdner Hütte über die Grawagrubennieder (Teil des Stubaier Höhenwegs) in sechs Stunden.

### Gipfel- und Tagestouren
- Kreuzspitze (3082 m) und Östliche Knotenspitze (3100 m) (Hausberg), 2 Stunden.
- Basslerjoch (2830 m), 1½ Stunden.
- Ruderhofspitze (3473 m), 4 Stunden.
- Östliche (3416 m) und Westliche Seespitze (3355 m), 4 Stunden.
- Vordere Plattenspitze (2937 m), 2 Stunden.
- Falbesoner See (2580 m), 1 Stunde.

### Mehrtagestouren
- Stubaier Höhenweg
- WildeWasserWeg[6]
- Adlerweg